# Glitnir banki
Glitnir Banki hf. — исландский банк со штаб-квартирой в Рейкьявике, который предоставлял финансовые услуги населению, институциональным инвесторам, а также компаниям в Исландии до 2008 года. В сферу интересов банка также попадало потребительское кредитование, управление активами, private banking и др.
Банк также был представлен за пределами Исландии, имея филиалы в Лондоне, Люксембурге и Копенгагене. Акции банка обращались на Исландской фондовой бирже.
29 сентября 2008 г. правительство Исландии национализировало Glitnir, приобретя 75 % акций банка за 600 миллионов евро.